# فيليب إستيفيز
فيليب إستيفيز (بالإسبانية: Philippe Estéves) هو مدرب كرة قدم ولاعب كرة قدم فنزويلي في مركز الهجوم، ولد في 12 ديسمبر 1983 في كاراكاس في فنزويلا. لعب مع نادي كونسيبسيون ‏.

## وصلات خارجية
- فيليب إستيفيز على موقع Soccerway.com (الإنجليزية)